# بول هافيلاند
بول هافيلاند (بالفرنسية: Paul Haviland)‏ هو مصور وكاتب فرنسي وأمريكي، ولد في 17 يونيو 1880 في الدائرة الثامنة في باريس في فرنسا، وتوفي في 21 ديسمبر 1950 في Yzeures-sur-Creuse ‏ في فرنسا.